# Minembwe
 (novembre 2020).
Minembwe est une localité située dans la province du Sud-Kivu à l'est de la république démocratique du Congo. Cette entité administrative a été instituée par un arrêté ministériel du Premier Ministre Matata Mponyo en 2013, ce qui lui confère le statut de commune. Ce statut fait encore l'objet de discussion car un décret a été promulgué illégalement, sans l’aval de l’assemblée provinciale du sud Kivu, qui a émit un recours comme le rend possible la constitution congolaise.

## Géographie
« Minembwe » est une entité créée de toutes pièces en essayant de regrouper les activités de production de plusieurs villages, Madegu, Kabingo, Muzinda, Mishashu et Kiziba.[réf. nécessaire]. Minembwe est entouré de ces quatre villages sur le territoire du Congo.

## Population
La commune rurale de Minembwe a subi une tentative pour être instituée sans tenir compte de la procédure requise, mais aussi sans considérer le nombre de groupes ethniques s'y trouvant. Cela ne suffisait pas pour constituer une commune rurale hétérogène. La partie que l'on veut qualifier de "Minembwe" comprend les Banyamulenge suivi de Babembe (premiers occupants), bashi, Bafuliro, et Banyindu. Minembwe contient à peu près 10 000 habitants, la majorité de cette population étant les Banyamulenge.

## Histoire
En 1998, les rebelles du Rassemblement congolais pour la démocratie (RCD) ont instauré Minembwe par l'entremise d'Azarias Ruberwa comme un territoire indépendant. De même, le territoire de Bunyakiri dans le territoire de Kalehefut, lui aussi, créé. La non-reconnaissance de ces deux territoires est le fait générateur des tensions entre différentes composantes du Gouvernement de transition en 2006.
En septembre 2020, la localité de Minembwe obtint le statut de commune rurale dans le territoire de Fizi sous des conditions qualifiées d'illicites par les autres groupes ethniques de la région, car une certaine procédure légale et administrative devrait être respectée. Raison pour laquelle un climat hostile s'est installé, opposant les Banyamulenge au reste de tous les autres groupes ethniques qui se trouvent dans cette contrée. En effet, chaque camp se réclamant de défendre ses droits sociaux.
Le 8 octobre 2020, ce processus de création de commune rurale fut finalement annulé à la suite d'une déclaration du président de la République Félix Tshisekedi.